# 川崎市都市モノレール計画
川崎市都市モノレール計画（かわさきしとしモノレールけいかく）は、川崎市が1970年代初めから1980年代初めに構想した、市北西部、現在の多摩区・高津区・麻生区・宮前区にあたる地域の都市モノレール路線建設計画である。
仮称はタウンライナー・多摩連環線・川崎市高津区多摩区循環モノレールなど。

## 概要
川崎市が、市北西部の鉄道空白地域を解消するために、川崎縦貫高速鉄道とセットで計画したモノレール路線である。
区間は溝の口駅 - 宮前平駅 - 登戸駅 - 新百合ヶ丘駅 - 溝の口駅を8の字に循環する約38km。
しかし導入空間（道路幅）と、経営主体の設立という2つの課題を解決することができず、建設に至らなかった。

### 路線データ
- 路線距離：38.2 km
- 方式：跨座式（日本跨座式）
- 電化方式：直流1,500 ボルト（V）、もしくは直流750ボルト（V）

## 経緯

### 初期の構想
出典：
1973年、川崎市は「川崎市における交通輸送機関の最適ネットワーク形成のための調査報告書」を作成した。
この中で、新百合ヶ丘 - 川崎駅 - 臨海部を循環する川崎縦貫高速鉄道とともに、縦貫高速鉄道でカバーしきれない鉄道空白地域を埋めるために、高津区・多摩区（現在の麻生区・宮前区を含む）に2つの環状モノレール路線が計画されていた。
1976年に作成された「昭和50年度川崎市都市モノレール計画関連基礎調査報告書」では、具体的なルート案が検討され、溝の口 - 宮前平 - 溝の口を16駅で結ぶ環状線と、登戸 - 新百合ヶ丘 - 登戸を20駅で結ぶ環状線の「ダブルO - 1型」案など、複数のルート案が示された。

### 都市モノレール等調査
1976年度、1977年度に川崎市が都市モノレール等調査を行った。
これは都市モノレールの整備の促進に関する法律に基づくモノレール、いわゆる都市モノレールを検討する自治体が、建設省の補助を受けて基礎調査を行うものであった。
1976年度の調査で、ルートは溝の口 - 宮前平 - 登戸 - 新百合ヶ丘 - 溝の口を36駅で結ぶ、約38kmの「8の字」案に絞り込まれた。
また施設計画（駅の透視図）・運転計画も作成された。
1977年度の調査では、建設費・経営収支の算出が行われた。
調査結果は「広幅員の道路がないというところが泣き所」という厳しいものであったが、川崎市はあきらめずに次年度以降も単独調査（建設省の補助を受けない調査）を継続することにした。

### 単独調査とその後
1978年には、沿線の多摩区・高津区で2、3年間でアセスメントを実施すると報じられた。
1980年度、1981年度には川崎市が都市モノレール計画関連基礎調査を実施した。
1980年度の調査では車両デザイン案、駅の俯瞰図、「タウンライナー」という名称案が示された。
1981年度の調査では、新百合ヶ丘 - 溝の口の区間を先行して部分開業する計画に変更された。
1981年、川崎市が設置した交通に関する研究会が、川崎縦貫高速鉄道とともに本モノレール路線の必要性を訴えている。
しかし1982年度以降は調査は行われなかった。
都市モノレール計画の中止により、川崎縦貫高速鉄道は鉄道空白地域を少しでも埋めるようにルート変更された。
その後、川崎縦貫高速鉄道の計画も中止となり、川崎市北西部には大きな鉄道空白地域が残ることになった。

## 駅一覧
1976年度の調査による。
溝の口を始点として、宮前平、登戸、新百合ヶ丘まで進んだ後、自線と交差して溝の口に戻ることになっていた。
車両基地を麻生区南部、電留基地を宮前区南部に設置する計画であった。
| 駅番号 | 備考                             | 駅間キロ | 営業キロ | 接続路線                                                   | 所在地 |
| ------ | -------------------------------- | -------- | -------- | ---------------------------------------------------------- | ------ |
| 1      | 溝の口駅付近                     | -        | 0.0      | 東急電鉄:溝の口駅、東日本旅客鉄道（JR東日本）:武蔵溝ノ口駅 | 高津区 |
| 2      | 末永バス停付近                   | 1.1      | 1.1      |                                                            | 高津区 |
| 3      | 橘出張所前バス停付近             | 1.0      | 2.1      |                                                            | 高津区 |
| 4      | 野川バス停付近                   | 1.1      | 3.2      | 川崎縦貫高速鉄道                                           | 高津区 |
| 5      | 久末バス停付近                   | 1.1      | 4.3      |                                                            | 高津区 |
| 6      | 稲荷坂バス停付近、電留基地併設   | 1.2      | 5.5      |                                                            | 宮前区 |
| 7      | 東有馬バス停付近                 | 0.8      | 6.3      |                                                            | 宮前区 |
| 8      | 中有馬バス停付近                 | 0.9      | 7.2      |                                                            | 宮前区 |
| 9      | 有馬交差点付近                   | 0.7      | 7.9      |                                                            | 宮前区 |
| 10     | 宮前平駅付近                     | 0.9      | 8.8      | 東急電鉄、川崎縦貫高速鉄道:宮前平駅                        | 宮前区 |
| 11     | 土橋バス停付近                   | 0.9      | 9.7      | 川崎縦貫高速鉄道                                           | 宮前区 |
| 12     | 犬蔵小学校前バス停付近           | 1.2      | 10.9     |                                                            | 宮前区 |
| 13     | 平バス停付近                     | 1.1      | 12.0     | （自線と交差）                                             | 宮前区 |
| 14     | 生田緑地入口バス停付近           | 1.6      | 13.6     |                                                            | 多摩区 |
| 15     | 登戸駅付近                       | 1.3      | 14.9     | 小田急電鉄、東日本旅客鉄道（JR東日本）:登戸駅              | 多摩区 |
| 16     | 多摩区役所前バス停付近           | 1.0      | 15.9     |                                                            | 多摩区 |
| 17     | 明王バス停付近                   | 1.0      | 16.9     |                                                            | 多摩区 |
| 18     | 生田浄水場付近                   | 1.1      | 18.0     |                                                            | 多摩区 |
| 19     | 馬場三丁目バス停付近             | 1.1      | 19.1     |                                                            | 多摩区 |
| 20     | 多摩美緑地付近                   | 1.0      | 20.1     |                                                            | 麻生区 |
| 21     | 神明社前バス停付近               | 1.0      | 21.1     |                                                            | 麻生区 |
| 22     | 千代ヶ丘小学校入口バス停付近     | 1.4      | 22.5     |                                                            | 麻生区 |
| 23     | 新百合ヶ丘駅付近                 | 1.9      | 24.4     | 小田急電鉄、川崎縦貫高速鉄道:新百合ヶ丘駅                  | 麻生区 |
| 24     | 日光隧道バス停付近               | 1.1      | 25.5     |                                                            | 麻生区 |
| 25     | 真福寺バス停付近                 | 1.0      | 26.5     |                                                            | 麻生区 |
| 26     | 王禅寺口バス停付近               | 0.9      | 27.4     |                                                            | 麻生区 |
| 27     | 琴平下バス停付近                 | 0.7      | 28.1     |                                                            | 麻生区 |
| 28     | 王禅寺東三丁目バス停付近         | 0.8      | 28.9     |                                                            | 麻生区 |
| 29     | 長沢入口バス停付近、車両基地併設 | 0.7      | 29.6     |                                                            | 麻生区 |
| 30     | 餅井坂バス停付近                 | 0.9      | 30.5     |                                                            | 麻生区 |
| 31     | 生田高校前バス停付近             | 0.9      | 31.4     | 川崎縦貫高速鉄道                                           | 多摩区 |
| 32     | 聖マリアンナ医大病院バス停付近   | 0.9      | 32.3     |                                                            | 宮前区 |
| 33     | 生田緑地南遊園付近               | 1.2      | 33.5     |                                                            | 宮前区 |
| 13     | 平バス停付近                     | 0.9      | 34.4     | （自線と交差）                                             | 宮前区 |
| 34     | 平橋バス停付近                   | 0.8      | 35.2     |                                                            | 宮前区 |
| 35     | （東高根）森林公園前バス停付近   | 0.9      | 36.1     |                                                            | 高津区 |
| 36     | 宮ノ下バス停付近                 | 0.9      | 37.0     |                                                            | 高津区 |
| 1      | 溝の口駅付近                     | 1.2      | 38.2     | 東急電鉄:溝の口駅、東日本旅客鉄道（JR東日本）:武蔵溝ノ口駅 | 高津区 |